# ISO 31-6
ISO 31-6は、光及び関連する電磁放射に関する量とその単位について定めた国際標準化機構(ISO)の国際規格で、ISO 31の一部である。
2008年に発行されたISO 80000-7によって置き換えられ、ISO 31-6は廃止された。
日本工業規格(JIS)では JIS Z 8202-7:2000 が相当する。2014年に ISO 80000-7 に相当する JIS Z 8000-7:2014 が発行され、 JIS Z 8202-6:2000 は廃止された。